# Rudnik nad Sanem (stacja kolejowa)
Rudnik nad Sanem – stacja kolejowa w Rudniku nad Sanem, w województwie podkarpackim, w Polsce.

## Ruch pasażerski
| Rok  | Wymiana pasażerska na dobę |
| ---- | -------------------------- |
| 2017 | 50-99                      |
| 2022 | 150-199                    |